# Jeanne d'Arc Girubuntu
Jeanne d'Arc Girubuntu (Rwamagana, 6 mei 1995) is een Rwandees wielrenster. Zij schreef historie doordat zij in 2015 de eerste deelneemster was aan het WK wielrennen uit Sub-Sahara-Afrika. In de tijdrit eindigde ze als 44e en laatste, op ruim 7 minuten van winnares Linda Villumsen. Tijdens de wegrit werd ze voorlaatste op de 87e plaats; 46 rensters stapten onderweg af.

## Carrière
Twee jaar nadat ze begon met wielrennen, werd Girubuntu 8e in de wegrit tijdens het Afrikaans kampioenschap 2013 in het Egyptische Sharm El-Sheikh. Een jaar later werd ze Rwandees kampioen, zowel op de weg als in de tijdrit.
In januari 2015 trainde ze een maand lang in het World Cycling Centre Africa in het Zuid-Afrikaanse Potchefstroom. Tijdens het hierop volgende Afrikaans kampioenschap in Wartburg (Zuid-Afrika) eindigde ze op een 5e en 6e plek. Hierna werd ze uitgenodigd voor een training van drie maanden (april tot juni) in het World Cycling Centre van de UCI in het Zwitserse Aigle. In september kwam ze één seconde tekort voor brons in de tijdrit en werd 13e in de wegrit op de Afrikaanse Spelen in Brazzaville. Later die maand nam ze deel aan het wereldkampioenschap in Richmond, Verenigde Staten.
In februari 2016 won ze zilver in de tijdrit - op één seconde - op het Afrikaans kampioenschap in Benslimane, Marokko. In de wegrit werd ze 13e in een achtervolgende groep op 10 seconden.

## Belangrijkste resultaten
2013
- 8e in wegrit Afrikaans kampioenschap in Sharm El-Sheikh, Egypte, junior

2014
- Rwandees kampioen tijdrijden, elite
- Rwandees kampioen op de weg, elite

2015
- 4e in tijdrit Afrikaanse Spelen in Brazzaville, Congo-Brazzaville
- 5e in wegrit Afrikaans kampioenschap in Wartburg, Zuid-Afrika
- 6e in tijdrit Afrikaans kampioenschap in Wartburg, Zuid-Afrika

2016
- Rwandees kampioen tijdrijden, elite
- Rwandees kampioen op de weg, elite
- Afrikaans kampioenschap in Benslimane, Marokko